# Sundsvall Dragons
Sundsvall Dragons ist ein schwedischer Basketballverein aus Sundsvall.

## Geschichte
Der Verein wurde 1939 als  KFUM Sundsvall gegründet. Zur Saison 1993/94 änderte der Klub seinen Namen in Sundsvall Dragons. Diese Saison war auch die erste, die Sundsvall in der 1992 neu errichteten, höchsten schwedischen Basketball-Liga, Svenska basketligan antrat. 1997 schaffte man es das erste Mal in die Play-offs, im Viertelfinale unterlag das Team Solna Vikings. Bis ins Halbfinale gelang Sundsvall erstmals 1999/00. Ab diesem Zeitpunkt etablierten sich dei Dragons als Spitzenteam in der Liga. In den beiden folgenden Jahren erreichte man wieder jeweils das Halbfinale, gegen Plannja Basket und Norrköping Dolphins scheiterte man.
In der Saison 2004/05 erreichte der Verein erstmals das Finale um die Meisterschaft. Nachdem man gegen Södertälje Kings die ersten beiden Spiele gewonnen hatte, ging die Serie noch mit 2:4 verloren. Am selben Gegner scheiterte die Mannschaft im Jahr darauf schon im Viertelfinale. Nachdem 2007 im Halbfinale Schluss war erreichten die Dragons 2008 zum zweiten Mal das Endspiel. Auch diese Finalserie ging verloren, deutlich mit 0:3 gegen Solna Vikings.
In der Saison 2008/09 gelang Sundsvall wieder ins Finale. Diesmal setzte man sich gegen Solna durch und gewann die erste Meisterschaft. Zwei Jahre später feierten die Dragons ihre zweite Meisterschaft. Die Endspielserie gegen Norrköpping wurde knapp mit 4:3 gewonnen. 2012 befand sich die Mannschaft außer Form und scheiterte schon im Viertelfinale.
Die Sundsvall Dragons absolvierten 19 von 20 möglichen Saisons der Svenska basketligan und belegt in der ewigen Tabelle den fünften Platz.

## Halle
Der Verein trägt seine Heimspiele in der 2.000 Plätze umfassenden Sundsvalls sporthall aus. 

## Erfolge
- 2× Schwedischer Meister (2009, 2011)
- 2× Schwedischer Vizemeister (2005, 2008)

## Bekannte ehemalige Spieler
- Clay Tucker (2003–04)
- Mark Tyndale (2012)
- Scottie Pippen (2008)